# Kugiesi
Kugiesi (ros. Кугеси) – osiedle typu miejskiego w Rosji, w Czuwaszji, ośrodek administracyjny rejonu czeboksarskiego. W 2010 liczyło 11 917 mieszkańców.